# Barbro Kollberg
Barbro Kollberg (27 de diciembre de 1917 − 6 de marzo de 2014) fue una actriz de cine sueca. Nacida en Eskilstuna, Provincia de Södermanland, Suecia, protagonizó la película de Ingmar Bergman Llueve sobre nuestro amor.

## Filmografía selecta
- Hogar de Babilonia (1941)
- Llueve sobre nuestro amor (1946)
- Tierra de ángeles (2004)